# Absorción (lógica)
Absorción es una forma lógica de argumento válido y una regla de inferencia de la lógica proposicional. La regla establece que si {\displaystyle P} implica {\displaystyle Q}, entonces {\displaystyle P} implica {\displaystyle P} y {\displaystyle Q}. La regla hace posible introducir conjunciones en pruebas. Esto se llama ley de absorción ya que el término {\displaystyle P} es "absorbido" por el término {\displaystyle Q} en la consecuencia.
La absorción puede escribirse formalmente como:
{\displaystyle {\frac {P\to Q}{\therefore P\to (P\land Q)}}}
o sea: siempre que aparezca una instancia de "{\displaystyle P\to Q}" en una línea de alguna prueba, "{\displaystyle P\to (P\land Q)}" se puede concluir en la línea siguiente.

## Notación formal
La regla de absorción puede escribirse en la notación subsiguiente:
{\displaystyle P\to Q\vdash P\to (P\land Q)}
donde {\displaystyle \vdash } es un símbolo metalógico significando que {\displaystyle P\to (P\land Q)} es consecuencia sintáctica de {\displaystyle (P\leftrightarrow Q)} en algún sistema lógico;
y expresado como una tautología o teorema de la lógica proposicional. El principio fue establecido como un teorema de la lógica proposicional por Russell y Whitehead en Principia mathematica como:
{\displaystyle (P\to Q)\leftrightarrow (P\to (P\land Q))}
donde {\displaystyle P}, y {\displaystyle Q} son proposiciones expresadas en algún sistema lógico.

## Demostración por tabla de verdad
| {\displaystyle P\,\!} | {\displaystyle Q\,\!} | {\displaystyle P\rightarrow Q} | {\displaystyle P\rightarrow P\land Q} |
| --------------------- | --------------------- | ------------------------------ | ------------------------------------- |
| v                     | v                     | v                              | V                                     |
| v                     | F                     | F                              | F                                     |
| F                     | v                     | v                              | v                                     |
| F                     | F                     | v                              | v                                     |

## Prueba formal
| Proposición                                        | Derivación               |
| -------------------------------------------------- | ------------------------ |
| {\displaystyle P\rightarrow Q}                     | Implicación              |
| {\displaystyle \neg P\lor Q}                       | Implicación material     |
| {\displaystyle \neg P\lor P}                       | Ley del tercero excluido |
| {\displaystyle (\neg P\lor P)\land (\neg P\lor Q)} | Conjunción               |
| {\displaystyle \neg P\lor (P\land Q)}              | Distribución inversa     |
| {\displaystyle P\rightarrow (P\land Q)}            | Implicación material     |